# ヒューキとビル

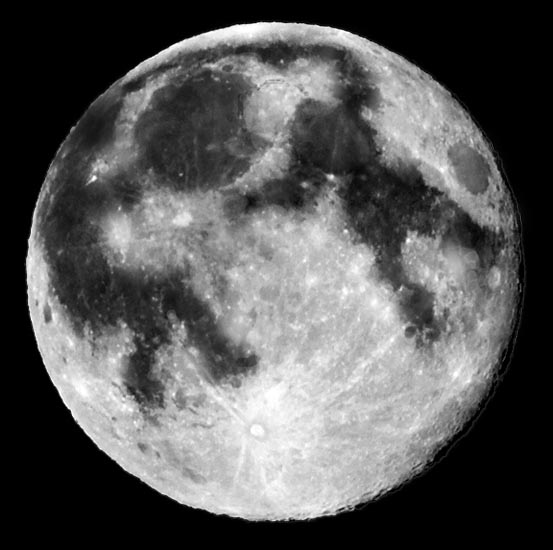
月面の模様。ヒューキとビル

月の満ち欠けのサイクルのアニメーション。

北欧神話におけるヒューキ（古ノルド語: Hjúki、おそらく古ノルド語で「快復する」の意）とビル（古ノルド語: Bil、文字通り「その瞬間」の意）は、天を横切る月の擬人化であるマーニに従う子供の兄妹である。彼らは13世紀にスノッリ・ストゥルルソンが書いた『スノッリのエッダ』にのみ認められる。学説では二人を取り巻く特性から、彼らが月のクレーターあるいは月相を体現している可能性があり、ゲルマン系のヨーロッパの民間伝承に関連するとしている。ビルはヨーロッパのドイツ語圏に伝わる民間伝承に認められる農業に関連する存在のビルヴィスと同一視されている。

## 証明となるもの
『散文のエッダ』の「ギュルヴィたぶらかし」11章で、ヴィズフィンルを父とするヒューキとビルという名の二人の子供たちが高い地位へ置かれた。彼ら二人はビュルギル（Byrgir、古ノルド語で「何かを隠す者」の意）の泉から歩いて来たが、二人はセーグ（Sæg）という桶をシームル（Simul、古ノルド語でおそらく「永遠の」の意）という天秤棒で運んでいた。マーニは彼らを地上から取り上げ、彼らは今や天をマーニに付き従っており「それは地上からも見る事ができる」。
ヒューキについてはここ以外では述べられないが、ビルについての記述は認められる。「ギュルヴィたぶらかし」の35章には、北欧神話の女神の一覧の終わりに、太陽を象徴化したソールと共にビルが「既にその性質については述べた」ものとして記載される。ビルは散文のエッダの詩語法には2回登場する。75章の女神の一覧の中に含まれ、47章の「女性」を指すケニングの中に彼女の名前が登場する。

## 学説

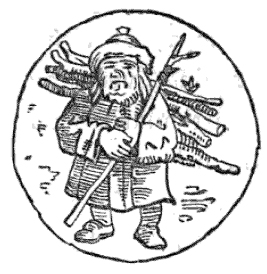
19世紀に描かれたヨーロッパのゲルマン語圏に伝わる民間伝承の「月の男」（ルートヴィヒ・リヒター画）

### 同定と説明
ヒューキとビルの二人について、スノッリの散文のエッダ以外には認められないため、彼らは神話においてあまり重要ではないか、完全にスノッリが創作したものではないかと示唆されてきた。1945年にアンネ・ホルツマルクはスノッリが月の満ち欠けの象徴であるヒューキとビルの、こんにちは失われた詩の出典を知っていたか、あるいは入手したと推測している。更にホルツマルクは、ビルがディース（女神の一種）だったのではないかと推理している。
研究者たちはヒューキとビルを、月の満ち欠けもしくはクレーターを含め、月の活動状況を意味するのかもしれないと理論付けた。19世紀の研究家ヤーコプ・グリムはヒューキとビルを月の満ち欠けの象徴であるとする説を退け、むしろ地球から見えるクレーターを表したものであるとした。「月の満ち欠けは姿が単純である」ことを論拠に「満ち欠けで桶を肩に担いだ二人の子供を想起することは出来ない。」とし、更に「こんにちも、スウェーデンの人々は、大きな桶を棹に掛けて担いでいる二人の人物を月に見ているのだ」としている"。

最も興味深いことは、異教徒の空想の産物である月への誘拐が、スカンディナヴィアを除くゲルマン語圏全体に流行したとまではいかなくとも、それ自体がキリスト教に適合して発展したということである。それらの物語では月の男は薪泥棒で神聖な安息日の礼拝の時間に森へ侵入したため罰として月へ飛ばされた。その物語では斧を背負いって縛った（とげだらけの）そだを持つ彼の姿が見えるだろう、としている。十分明らかなように、異教徒の物語では水を運ぶ天秤棒だったものが斧の柄になり、桶はとげのあるそだになったが、窃盗の概念はそのまま残り、キリスト教の安息日を守ることがより強調されている。男は薪を切った代償には見合わない罰に苦しめられるが、それは彼が薪を集めたのが日曜日だったからなのである。

グリムは更に彼が執筆した（19世紀）当時のドイツの民間伝承から例を上げ、ドイツ語で満月を意味するwadelと、枝、とりわけ樅の小枝を縛って束にする仕事を指すwadelnという方言の間に潜在的な関係と、満月の夜に木を伐る習慣について注記している。ベンジャミン・ソープもヒューキとビルが月のクレーターの象徴であるとする説に賛同している。
ルドルフ・ジメックは、彼らが世に知られていないのはスノッリがヒューキとビルの物語を民間伝承から導き出したことを示しているのではないかと述べる。そして、（棒を持った男性と1ブッシュエル入るくらい大きな籠を持った女性が登場する）月の男という様式の物語は、スカンディナヴィアやイギリス、そしてドイツ北部に伝わる近代の民間伝承にも見られる。

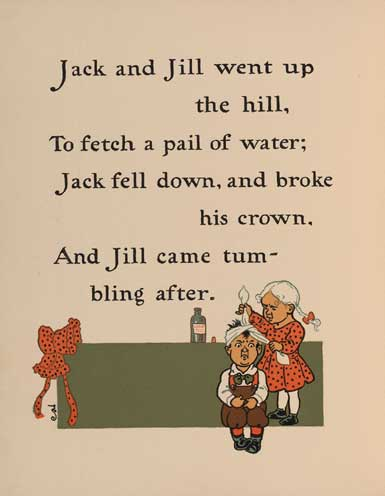
ジャックとジルは, ヒューキとビルと繋がると提案されている。

アイスランドの散文エッダのヒューキとビルと、イギリスの童謡の「ジャックとジル」の物語では、いずれも男女二人の子供が手桶に水を汲みに行く。そして二組の男女の名前に音声学上の類似が認められる。これらの要素は2つを繋ぐ学説を生じさせ、そしてこの概念は19世紀から20世紀の子供向けの教科書に登場し影響を与えた。
伝統的な形式では以下のように韻を踏んでいる。

Jack and Jill went up the hill
to fetch a pail of water
Jack fell down and broke his crown
and Jill came tumbling after.
Up Jack got and home did trot
as fast as he could caper.
He went to bed to mind his head
with vinegar and brown paper.

ジャックとジルは丘に登った
桶いっぱいの水汲みに
ジャックは転がり頭をぶつけ
ジルも続いて転がり落ちた。
ジャックは飛び起き家へ小走り
跳ね回るくらい速かった。
お酢の湿布を頭に貼って
ベッドに休みに行ったとさ。

### ビルヴィス
ビルヴィス（Bilwis）という名のものは、13世紀以降ヨーロッパのゲルマン語圏のさまざまな場所で存在が確認されている。学者のレアンダー・ペツォルトは、ビルヴィスが女神から派生したもので、（ヴォルフラム・フォン・エッシェンバッハ作の13世紀の詩『ヴィレハルム』に見られるように）エルフ的、ドワーフ的な側面と人や牛を矢で射て麻痺させる能力を身に着けたと記述する。ペツォルトは、それがどのように発達したかさらに更に述べる。

13世紀の間に、ビルヴィスは次第に超常的な力の化身と看做されなくなっていき、悪意ある人間、魔女と同一に扱われるようになった。その後、中世の終わり頃に台頭した魔女狩りにより、ビルヴィスは悪魔化された。彼女は魔女と魔法使いのための悪魔の化身となった。最後の発達は16世紀に入ってからであるが、特にドイツ北東部では、ビルヴィスは富をもたらす穀物の精と考えられていた。しかし後にビルヴィスはビルヴィスの鎌で有害な側面を顕現し、刈り取られていない穀物の作物列の中に形成される不可解な模様はビルヴィスのせいにされた。穀物を切る者は、足に固定された鎌で穀草を切り倒す魔法使いか魔女で、彼は基本的に悪意のある作物の精とされる。このように、ビルヴィスは非常に多様な性質を持ち、中世を通じて、全てのゲルマン語圏で様々な外見と意味を担っている。ビルヴィスは全ての民間伝承において、大変奇妙で不可解な存在の一つであった。その形態は農耕文化における懸念の現れであり、穀物畑に条植えされた作物が切り倒されている不気味な様を説明する役に立った。

### ビルに由来する地名
イギリスのリンカシャーにあるビルスビー村は（英語の姓ビリングBillingの由来であるが）、ビルにちなんで名付けられたのではないかと言われている。